# Броненосни крайцери тип „Цзинюан“
Цзинюан (на китайски: 經遠 или на английски: Jingyuan или Ching-Yuen or King-Yuen) са серия от два броненосни крайцера, построени в Германия на стапелите на фирмата „Вулкан“ за китайския флот. Вземат активно участие в Първата Китайско-японска война.

## Представители
| Име                | Заложен       | Спуснат на вода | Влязъл в строй | История                                                                                   |
| ------------------ | ------------- | --------------- | -------------- | ----------------------------------------------------------------------------------------- |
| „Цзинюан“ Jingyuan | 1 януари 1885 | 3 януари 1887   | 1 януари 1888  | потопен на 17 септември 1894 г. от 270 души екипаж се спасяват едва 7 души.               |
| „Лайюан“ Laiyuan   | 1 януари 1885 | 25 март 1887    | 1 януари 1888  | потопен на 5 февруари 1895 г. от два японски миноносеца. Загиват над 170 души от екипажа. |

## Описание на конструкцията и оценка на проекта
Корабите са строени в Германия по специално разработен в Китай проект. „Цзинюан“ и „Лайюан“ се водят крайцери, според класификацията на китайския флот, но в Германия, подобно на построения по-рано броненосец „Цзиюан“ те са класифицирани като големи броненосни канонерски лодки (те са, с увеличен по три тонаж, вариант на канонерките тип „Веспе“ или „Брумер“). Определно, според тонажа и скоростта му, „Цзинюан“ напълно би могъл да се класифицира като крайцер от 3-ти клас. По водоизместимост той превъзхожда японския броненосен крайцер „Чиода“, а скоростта му е еквивалентна на японските крайцери от типа „Мацушима“. Все пак артилерийското въоръжение на „Цзинюан“ съответства единствено на кораб за брегова отбрана, с барбетните бакови големокалибрени артилерийски установки (както например на таранен монитор), макар и с относително високи бордове.
Главният калибър на „Цзинюан“ е от две 8,2 дюймови (209 mm) 13 тонни оръдия на „Круп“ образец 1880 г. със задно зареждане, които са сдвоени в носов барбет и са напълно закрити отгоре с бронирани щитове, образуващи кула с формата на правоъгълник. Оръдията на ГК са с ограничен боезапас от 50 снаряда на ствол. Средният калибър на „Цзинюан“ са две 5,9 дюймови (149 mm) круповски оръдия монтирани на спонсони на всеки борд. Спомагателната артилерия е от две 47 mm и пет 37 mm скорострелни оръдия. Също имали и четири торпедни апарата на „Шварцкопф“.
Корпусът е стоманен, разделен чрез надлъжни и напречни прегради на 66 водонепроницаеми отсека. Кофердамите са запълнени с корк. Двойно дъно кораба има само в средната си част. Носът е снабден с таран. Палубата е без полубак и надстройки; има един носов мостик. Два ниски комина, една мачта с боен марс. Двете парни машини с тройно разширение са с обща мощност от 5700 к.с., което осигурява максимална скорост от 16,5 възела. Запасът гориво е от 325 тона въглища. Бронирането на кораба е двуслойна броня „компаунд“ и разположена като тесен брониран пояс по водолинията с дебелина от 9,5 до 5,5 дюйма, без да достига носа и кърмата на кораба и бронирана палуба с дебела 2,5 дюйма (по краищата – 3 дюйма). Барбетът на оръдейната кула е с 8 дюймова защита, а на бойната рубка 6 дюймова броня.
Бидейки втори по водоизместимост, след броненосците, кораби в китайския флот, „Цзинюан“ и „Лайюан“ сериозно губят по артилери на главния калибър от поръчаните едновременно с тях в Англия бронепалубни крайцери на серията „Чжиюан“, (две 8 дюймови оръдия срещу три такива) съвсем малко превъзхождат в средния калибър построения преди няколко години в Германия крайцер „Цзиюан“ (две 6 дюймови оръдия срещу едно), като определено има преимущество спрямо него в стрелбата по носа, заради изнесените на спонсони оръдия на средния калибър. Освен това „Цзинюан“ е доста по-бавен от „Чжиюан“ (18 възела) и е малко по-бърз от „Цзиюан“ (15 възела). Много сериозно е изоставането на „Цзинюан“ спрямо потенциалния противник в бъдещата война – японските „летящи“ бронепалубни крайцери по английски проекти, които го превъзхождат и в тонажа, и в скоростта, и във въоръжението – преди всичко с многочислената артилерия на средните калибри.
Тесният броневи пояс на „Цзинюан“, който едва се показва над водолинията не давал серозно преимущество в сражение. Разкошната палуба от тиково дърво дебело 2 дюйма, покрита с лак прави „Цзинюан“ крайно пожароопасен. Най-фатален за крайцерите конструктивен недостатък е показаната по време на войната неустойчивост и склонност към преобръщане.

## История на службата
След пристигането си, през 1888 г., в Китай „Цзинюан“ и „Лайюан“ са включени в Бейянски флот (Северен флот) под командването на адмирал Дин Жучан. През лятото на 1889 г. броненосните крайцери, заедно с учебните кораби „Вейюан“ и „Канцзи“ посещават Владивосток. В началото на 1894 г. „Цзинюан“ и „Лайюан“ съпровождат броненосците „Динъюан“ и „Чженюан“ в Сингапур, но са срочно отзовани обратно във Вейхайвей във връзка със заплахата от предстояща война с Япония.
Двата броненосни крайцера участват в главното морско сражение на Първата Китайско-японска война – Битката при Ялу на 17 септември 1894 г. В началото на сражението, по време на атаката на главните сили на адмирал Дин Жучан към ариегарда на японската ескадра, „Лайюан“ започва преследване на опитващата се да напусне боя канонерка „Акаги“ (620 тона водоизместимост, четири 120 mm оръдия). Настигайки бавната „Акаги“, „Лайюан“ я обстрелва с 8 дюймовите си оръдия от дистанция 800 до 300 метра; японците енергично отговарят със своите скорострелни оръдия. Дуелът завършва наравно. От една страна на „Акаги“ е свалена мачтата, разбито едно оръдие, повреден е паропровод, а корпусът получава 8 пробойни, два китайски снаряда уцелват мостика, загиват командира на канонерката и още 10 души от екипажа. Обаче и „Лайюан“ получава сериозни повреди от японските фугасни снаряди – на крайцера започва силен пожар, той намалява скоростта и изоставя преследването. Фактически и двата кораба са извадени от строя.

Във втората фаза на сражението двата крайцера се бият встрани от собствените им броненосци с „летящият“ отряд на японския контраадмирал Цубоя, от бързоходните бронепалубни крайцери: „Йошино“, еднотипните „Такачихо“ и „Нанива“, а също и „Акицушима“. След потапянето на опиталия таранна атака „Чжиюан“ японците избират за следващи жертви по-големите „Лайюан“ и „Цзинюан“. Първият от тях така и не успява да овладее избухналия на борда му пожар, той гори повече от час и половина. 
| „                                                                   | На „Лайюан“ пожарът е с такива мащаби, че броневата палуба се нажежава до червено, а корабът е спасен от потъване само със саможертвата на старшия офицер, който наводнява артилерийските погреби и получава тежки изгаряния при потушаването на пожара | “ |
| Витгефт В. К. Японский и китайские флоты в китайско-японскую войну. | |   |

 Крайцерът изгаря практически до водолинията и то така, че бимсовете се деформират от топлината. Кораба не може да продължи сражението, но запазва ход и управление. Така, все пак, крайцерът, при всичките си недостатъци, показва висока живучест. По време на боя, според китайски данни, „Лайюан“ получава над 200 попадения, без нито едно от тях да е фатално. На кораба има 10 убити (според други данни – 17) и 20 ранени, много от екипажа получават сериозни изгаряния.

Видимо, считайки горящият „Лайюан“ за обречен, главните чпонски крайцери „Йошино“ и „Такатихо“ от 15:50 съсредоточават огъня си към „Цзинюан“. Те го обстрелват от дистанция 2 – 3 km. В течение на час, с все повече повреди и на моменти изчезващ от взривовете на фугасните снаряди „Цзинюан“ издържа на огъня. В един момент той започва да се сближава с „Йошино“, вероятно за да таранира вражеския флагман, но попада под последователния обстрел на всички японски кораби, с които се разминава. 
| „                                                               | В 16:48 китайският кораб се накренява на левия борд и се запалва. Показва се подводната му част; руля не работи; корабът се движи неуправляемо на зиг-зак сред грохота на битката. Засипан е от цял град от снаряди. Кърмата се потапя и със страшен взрив той потъва ... Сред гъсти облаци от дим експлозията е точно преди кораба да потъне, който подобно на „Виктория“, се обърнал с дъното нагоре миг преди да потъне. От 270 души екипаж се спасяват само седем | “ |
| Вильсон Х. Броненосцы в бою. Глава 21. Битва при Ялу и ее уроки | |   |

 Към 17:30 японците, с привършващи боеприпаси, прекратяват сражението и се оттеглят към открито море. Китайската ескадра се събира заедно и се насочва към базата в Люйшун (Порт Артур), полуизгорелия „Лайюан“ се добира до базата на собствен ход.
Според някои данни, ремонтът на „Лайюан“ така и не е напълно завършен, когато настъплението на японците кара Бейянския флот да се пребазира от Люйшун във Вейхайвей. По время битката за Вейхайвей, в нощта на 5 февруари 1895 г., намиращият се във вейхайвейския залив „Лайюан“ е атакуван от два японски миноносеца: На 1,5 кабелта китайците забелязват миноносците и откриват огън. Първи се приближава към броненосния крайцер Lai-Yen миноносец № 23 и изстрелва в него две мини, като едната попада в крайцера и се взривява. Надлъжните прегради на Lai-Yen са запечатани и след 10 минути той се преобръща, като загиват около 170 човека. След това миноносец № 23, пуска две мины Ko-Taka, като командирът на последния миноносец предполага, че една, от мините уцелва същия Lai-Yen, а другата – се зарива в грунта, взривява се и потопява неголям транспорт, който се намира зад крайцера Lai-Yen,